# Чикида Максим Володимирович
Макси́м Володи́мирович Чики́да (нар. 25 вересня 2000, Видерта, Волинська область, Україна — пом. ?, Покровський район, Донецка область, Україна) — український військовик, лейтенант Збройних сил України, учасник російсько-української війни.

## Життєпис
Народився 25 вересня 2000 року в багатодітній сім'ї у селі Видерта Камінь-Каширського району Волинської області. З дитинства хотів стати військовим. Після закінчення школи вступив до Національної академії сухопутних військ імені гетьмана Петра Сагайдачного. Після закінчення академії відправився боронити державу на Запорізькому напрямку. Згодом відправився виконувати бойові завдання на сході України.
Був командиром 2-ї мінометної батареї 3-го механізованого батальйону 110-ї окремої механізованої бригади. Із 21 квітня 2022 року вважався «безвісти зниклим». У травні 2023 року, після пошуків та розслідувань, офіційно визнаний загиблим, але тіло так і не повернули з окупованої території.
Загинув внаслідок артилерійського обстрілу в Покровському районі Донецької області.

## Нагороди та відзнаки
- орден Богдана Хмельницького III ступеня (2 січня 2024) — за особисту мужність, виявлену у захисті державного суверенітету та територіальної цілісності України, самовіддане виконання військового обов'язку[5].